# Ранкинов циклус
Ранкинов циклус је идеализовани термодинамички циклус који описује процес којим одређени топлотни мотори, као што су парне турбине или клипни парни мотори, дозвољавају да се механички рад извуче из флуида док се креће између извора и понора топлоте. Ранкинов циклус је назван по Вилијаму Џону Мекворну Ранкину, шкотском професору на Универзитету у Глазгову .
Топлотна енергија се доводи у систем преко котла где се радни флуид (обично вода) претвара у гасовито агрегатно стање високог притиска (пара) како би се турбина окретала. Након проласка кроз турбину, флуид се кондензује назад у течно стање тако што се отпадна топлотна енергија предаје понору топлоте у кондензатору пре него што се флуид врати у котао, чиме се циклус завршава. Губици због трења у систему се често занемарују у сврху поједностављења прорачуна јер су такви губици обично много мање значајни од термодинамичких губитака, посебно у већим системима.

## Опис
Ранкинов циклус блиско описује процес којим парне машине које се обично налазе у термоелектранама које користе топлотну енергију горива или другог извора топлоте за производњу електричне енергије. Могући извори топлоте укључују сагоревање фосилних горива као што су угаљ, природни гас и нафта, коришћење минералних ресурса за нуклеарну фисију, обновљива горива као што су биомаса и етанол, или хватање енергије из природних извора као што су концентрована соларна енергија и геотермална енергија . Уобичајени понори топлоте укључују околни ваздух изнад или око објекта, и водене површине као што су реке, баре и океани.
Способност Ранкиновог циклуса да искористи расположиву енергију зависи од разлике температуре између извора и понора топлоте. Што је разлика већа, то се више топлотне енергије може претворити у механичку, према Карноовој теореми.
Ефикасност Ранкиновог циклуса је ограничена високом топлотом испаравања радног флуида. Осим ако притисак и температура не достигну суперкритичне нивое у котлу, температурни опсег у којем циклус може да ради је прилично мали. Закључно са 2022. већина суперкритичних термоелектрана на улазу у турбину има водену пару на притиску од 24,1MPa и температури између 538 °C и 566 °C која резултира у ефикасности од 40%. Међутим, ако се притисак паре на уласку у турбину повећа на 31MPa термоелектрана се назива ултра-суперкритичном и могуће је подићи температуру паре на 600 °C и достићи ефикасност термоелектране од 42%. Ове ниске температуре парне турбине (у поређењу са гасном турбином) су разлог зашто се Ранкинов (парни) циклус често користи као рекуперативни циклус иначе одбачене топлоте у комбинованим термоелектранама.
Ранкинов циклус углавном ради у затвореној петљи где се радни флуид поново користи. Водену пару са кондензованим капљицама која се често виђа из термоелектрана стварају системи за хлађење на бази расхладних торњева. Ова отпадна топлота је представљена са "Qout" на "Т–ѕ" дијаграму испод. Расхладни торњеви функционишу као велики измењивачи топлоте у којима околни ваздух апсорбује латентну топлоту испаравања и део саме расхладне воде .
Док се многе супстанце могу користити као радни флуид, вода се обично бира због своје једноставне хемије, релативног изобиља, ниске цене и термодинамичких својстава . Кондензацијом радне паре у течност притисак на излазу турбине се снижава и енергија потребна пумпи троши само 1% до 3% излазне снаге турбине доприносећи већој ефикасности циклуса. Ова предност је поништена ниским температурама паре на уласку у турбину. Гасне турбине, на пример, имају улазну температуру турбине која се приближава 1500 °C. Међутим, топлотна ефикасност стварних великих парних термоелектрана и великих модерних гасних термоелектрана је слична.

## Четири процеса у Ранкиновом циклусу
У Ранкиновом циклусу постоје четири процеса. Стања су идентификована бројевима (смеђим) на "Т–ѕ" дијаграму .
- Процес 1–2: Радни флуид се пумпа са ниског на високи притисак. Пошто је вода у овој фази у течном агрегатном стању пумпа захтева мало енергије. Процес 1-2 се назива изентропска компресија.
- Процес 2–3: Вода под високим притиском улази у котао, где се загрева под константним притиском од стране спољашњег извора топлоте да би постала сува засићена пара. Потребна енергија може се лако израчунати графички, користећи графикон енталпије-ентропије ("h–s" графикон или Молијеров дијаграм ), или нумерички, користећи парне табеле или софтвер. Процес 2-3 се назива довођењетоплоте под константним притиском у котлу.
- Процес 3–4: Сува засићена пара експандира у турбини, стварајући механичку енергију. Ово смањује температуру и притисак паре, и постоји могућност делимичне кондензације паре у турбини. Енергија произведена у овом процесу може се лако израчунати коришћењем графикона или табела наведених изнад. Процес 3-4 се назива изентропска експанзија.
- Процес 4–1: Влажна пара улази у кондензатор, где се кондензује под константним притиском да би постала засићена течност . Процес 4-1 се назива одвођење топлоте под константним притиском у кондензатору.

У идеалном Ранкиновом циклусу, пумпа и турбина би требало да буду изентропске, тј. пумпа и турбина не би требало да производе ентропију услед неповратности процеса и тиме максимизирају енергију проиѕведену у циклусу. У том случају, процеси 1–2 и 3–4 би били представљени вертикалним линијама на "Т–ѕ" дијаграму и више би личили на процесе Карноовог циклуса . Ранкинов циклус који је овде приказан спречава да радни флуид на улазу у парну турбину буде у пределу прегрејане паре након експанзије у турбини, [1] чиме се смањује енергија коју уклања кондензатор.
Стварни циклус се разликује од идеалног Ренкиновог циклуса због неповратности у компонентама узрокованих трењем флуида и губитком топлоте у околину; трење флуида узрокује пад притиска у котлу, кондензатору и цевима између компоненти, и као резултат тога пара напушта котао под нижим притиском; губитак топлоте смањује количину произведене механичке енергије, тако да је потребно додавање топлоте пари у котлу да би се одржао исти ниво механичке енергије.

## Променљиве
| {\displaystyle {\dot {Q}}}                              | Проток топлоте у систем или из система (енергија по јединици времена)                        |
| {\displaystyle {\dot {m}}}                              | Масени проток (маса по јединици времена)                                                     |
| {\displaystyle {\dot {W}}}                              | Механичка снага коју систем троши или је дата систему (енергија по јединици времена)         |
| {\displaystyle \eta _{\text{therm}}}                    | Термодинамичка ефикасност процеса (нето излазна снага по уложеној топлоти, бездимензионално) |
| {\displaystyle \eta _{\text{pump}},\eta _{\text{turb}}} | Изентропска ефикасност процеса компресије (пумпа) и експанзије (турбина) без димензија       |
| {\displaystyle h_{1},h_{2},h_{3},h_{4}}                 | „Специфичне енталпије “ у назначеним тачкама на "Т–ѕ" дијаграму                              |
| {\displaystyle h_{4s}}                                  | "Специфична енталпија " на излазу турбине ако је експанзија изентропска                      |
| {\displaystyle p_{1},p_{2}}                             | Притисци пре и после процеса компресије                                                      |

## Једначине
{\displaystyle \eta _{\text{therm}}} дефинише термодинамичку ефикасност циклуса као однос нето излазне снаге и уложене топлоте. Пошто је рад који је потребан пумпи често око 1% радне снаге турбине, може се поједноставити.:
{\displaystyle \eta _{\text{therm}}={\frac {{\dot {W}}_{\text{turb}}-{\dot {W}}_{\text{pump}}}{{\dot {Q}}_{\text{in}}}}\approx {\frac {{\dot {W}}_{\text{turb}}}{{\dot {Q}}_{\text{in}}}}}
Свака од следеће четири једначине [1] је изведена из биланса енергије и масе за контролну запремину.
{\displaystyle {\frac {{\dot {Q}}_{\text{in}}}{\dot {m}}}=h_{3}-h_{2},}
{\displaystyle {\frac {{\dot {Q}}_{\text{out}}}{\dot {m}}}=h_{4}-h_{1},}
{\displaystyle {\frac {{\dot {W}}_{\text{pump}}}{\dot {m}}}=h_{2}-h_{1},}
{\displaystyle {\frac {{\dot {W}}_{\text{turbine}}}{\dot {m}}}=h_{3}-h_{4}.}
Када се ради о ефикасности турбина и пумпи, потребно је извршити прилагођавање једначина:
{\displaystyle {\frac {{\dot {W}}_{\text{pump}}}{\dot {m}}}=h_{2}-h_{1}\approx {\frac {v_{1}\Delta p}{\eta _{\text{pump}}}}={\frac {v_{1}(p_{2}-p_{1})}{\eta _{\text{pump}}}},}
{\displaystyle {\frac {{\dot {W}}_{\text{turbine}}}{\dot {m}}}=h_{3}-h_{4}\approx (h_{3}-h_{4})\eta _{\text{turbine}}.}

## Прави Ранкинов циклус (неидеалан)
У реалном циклусу термоелектране (назив циклуса „Ранкинов“ се користи само за идеални циклус), компресија пумпом и експанзија у турбини нису изентропски. Другим речима, ови процеси су неповратни, а ентропија се повећава током два процеса. Ово донекле повећава снагу потребну за пумпу и смањује снагу коју производи турбина.
Конкретно, ефикасност парне турбине ће бити ограничена формирањем капљица воде. Како се вода кондензује, капљице воде ударају у лопатице турбине великом брзином, узрокујући удубљење и ерозију, постепено смањујући животни век лопатица турбине и ефикасност турбине. Најлакши начин да се превазиђе овај проблем је прегревањем паре. На "Т–ѕ" дијаграму изнад, стање 3 је на граници двофазног региона паре и воде, тако да ће пара након експанзије бити веома влажна. Прегревањем, стање 3 ће се померити удесно (и горе) на дијаграму и стога ће произвести сувљу пару након експанзије.

## Варијације основног Ранкиновог циклуса
Укупна термодинамичка ефикасност се може повећати повећањем просечне улазне температуре топлоте тог циклуса. Повећање температуре паре у области прегревања је једноставан начин да се то уради. Постоје и варијације основног Ранкиновог циклуса дизајниране да на овај начин подигну ефикасност циклуса; два од њих су описана у наставку.
{\displaystyle {\bar {T}}_{\text{in}}={\frac {\int _{2}^{3}T\,dQ}{Q_{\text{in}}}}}

### Ранкинов циклус са поновним загревањем
Сврха циклуса са поновним загревањем је уклањање влаге коју носи пара у завршним фазама процеса експанзије. У овој варијанти две турбине раде у низу. У првој турбини експандира пара из котла под високим притиском. Након што пара прође кроз прву турбину, она поново улази у котао и поново се загрева пре него што прође кроз другу турбину нижег притиска. Температуре догревања су веома блиске или једнаке улазној температури паре високог притиска, док је оптимални притисак догревања само једнак само четвртини првобитног притиска паре. Између осталих предности, поновно загревање спречава кондензацију паре током њеног експандирања и на тај начин смањује оштећење лопатица турбине, и побољшава ефикасност циклуса, јер се већи део увођења топлоте у циклус јавља на вишој температури. Циклус са поновним загревањем је први пут уведен 1920-их, али није дуго радио због техничких потешкоћа. Током 1940-их, поново је уведен са све већом производњом котлова високог притиска, а на крају је уведено двоструко догревање 1950-их. Идеја иза двоструког догревања је повећање просечне температуре. Примећено је да су више од две фазе догревања генерално непотребне, пошто следећа фаза повећава ефикасност циклуса само упола мање него претходна. Данас се двоструко догревање обично користи у термоелектранама које раде под суперкритичним притиском.

### Регенеративни Ранкинов циклус
Регенеративни Ранкинов циклус се тако зове јер након изласка из кондензатора (по могућности као потхлађена течност) радни флуид се загрева коришћењем паре која се одводи из турбине. На приказаном дијаграму, флуид у тачки 2 је помешан са флуид у тачки 4 (оба на истом притиску) да би се добила засићена течност у тачки 7. Овај процес се зове "контактно загревање" где је течност у директном контакту са паром. Регенеративни Ранкинов циклус (са малим изменама) се често користи у правим термоелектранама.
Друга варијација шаље одводну пару између степена унутар турбине до измењивача топлоте за загревање напојне воде да би се вода претходно загрејала на путу од кондензатора до котла. Ови измењивачи топлоте не мешају улазну пару и кондензат, већ функционишу као обични цевасти измењивачи топлоте и називају се "затворени грејачи напојне воде".
Регенерација повећава просечну температуру увођења топлоте у циклус елиминисањем преноса топлоте из котла/извора горива ка напојној води на ниској температури које би постојало без регенеративног загревања напојне воде. Ово побољшава ефикасност циклуса, јер се већи део увођења топлоте у циклус одвија на вишој температури.

## Органски Ранкинов циклус
Органски Ранкинов циклус (ОРЦ) користи органску течност као што је н-пентан или толуен уместо воде и паре. Ово омогућава коришћење извора топлоте ниже температуре, као што су соларна језера, која обично раде на око 70-90 °C.  Ефикасност циклуса је много нижа као резултат нижег температурног опсега, али ово може бити вредно труда због нижих трошкова производње топлоте на овој нижој температури (као на пример коришћење отпадне топлоте из неких индустијских процеса). Алтернативно, могу се користити течности које имају тачке кључања изнад воде, а то може имати термодинамичке предности (на пример турбина са живином паром ). Особине стварног радног флуида имају велики утицај на квалитет паре након корака експанзије, утичући на дизајн целог циклуса.
Ранкинов циклус не ограничава радну течност у својој дефиницији, тако да је назив "органски циклус" једноставно маркетиншки концепт и циклус не треба посматрати као посебан термодинамички циклус.